# Демарш
Дема́рш (на френски: démarche) e дипломатическо изявление на правителството или дипломатическите органи на една държава към правителството на друга държава.
Демаршът може да съдържа искане, протест, предупреждение, възражение и др., което се изразява писмено или устно.
Демарш се използват в случаите, когато обичайните дипломатически средства (водене на преговори, консултации, и т.н.) не помагат за решаване на конкретна конфликтна ситуация или проблем, а ситуацията изисква спешни действия.
Причина за демарш може да стане нарушаването на териториалната цялост на някоя държава, нарушаването на човешките права и свободи, както и други ситуации. Като пример за политически демарш може да послужи проведения по различно време от много страни бойкот на Олимпийските игри.
Форми за изразяване демарш могат да бъдат:
- Официално изявление от ръководителя на държавата, някой от компетентните органи на държавната власт;
- Дипломатическа нота;
- Отзоваване на дипломатически представител;
- Други форми

Принципите на международното право (по-специално параграф 3 на чл. 2 от устава на ООН) не позволяват използването на демарш като заплаха от употребата на сила или за други цели, различаващи се от поддържането на международния мир и сигурност.
В ежедневния смисъл думата демарш означава: внезапно, неочаквано, остро действие или нападение.